# بلير باري أوكيدن
بلير باري أوكيدن (بالإنجليزية: Blair Parry-Okeden)‏ (من مواليد 1950) هي مليارديرة أمريكية وتُعتبر طبقًا لمجلة فوربس، أغنى شخص في أستراليا من حيث قيمة رأس المال صافية.

## حياتها المُبكرة
وُلدت باري أوكيدين في عام 1950 في هونولولو، هاواي، وتعلمت هناك في لا بيترا: مدرسة هاواي للبنات، التي أسستها والدتها باربرا كوكس أنتوني. تدرّبت بلري بعد ذلك لتصبح معلمة.
أسس جدّ بلير جيمس كوكس شركة كوكس إنتربرايز للإعلام التي يملكها القطاع الخاص. يشغل شقيقها جيمس كينيدي منصب رئيس مجلس الإدارة، وتُعتبر عمتها، آن كوكس تشامبرز، أكبر مساهم في الشركة. ورثت باري أوكيدن في عام 2007 بعد وفاة والدتها 25 ٪ من أسهم كوكس انتربرايز، إلا أنها لا تشغل أي دور في الشركة.

## ثروتها
برزت أوبرايد لأول مرة في أستراليا في مارس 2009 عندما قامت مجلة فوربس آسيا بتقييم صافي ثروتها بحوالي 7.0 مليار دولار أمريكي. قامت شركة فوربس في يناير 2016 بتقييم صافي ثروتها بمبلغ 9.8 مليار دولار أمريكي (12.49 مليار دولار أسترالي). تشمل اهتمامات باري-أوكيدن الخيرية مدرسة شور، ومركز جامعة هاواي للشيخوخة، ومدرسة سكون نغر، وقرية ستراثيرن، ومركز رعاية المسنين غير الربحي.

## حياتها الشخصية
وأنجبت باري أوكيدن ولدان هما أندرو وهنري، من زوجها السابق سيمون باري - أوكيدين. تعيش باري-أوكيدن في محطة روكفيو في سكون نغر، بعد أن انتقلت إلى أستراليا من الولايات المتحدة في السبعينيات لتعيش مع زوجها في ذلك الوقت.

## مؤلفاتها المنشورة
- باري اوكيدن، بلير. 1989 أسفل الباب. دار بيللو للنشر. ISBN (رقم دولي معياري للكتاب) 978-0-9588904-2-7.